# Список керівників держав 650 року
Список керівників держав 649 року — 650 рік — Список керівників держав 651 року — Список керівників держав за роками

## Європа
- Арморика — король Саломон II (612–658)
- Британські острови:
  - Англія — бретвальда Пенда (626–655)
  - Берніція — король Освіу (642–655)
  - Бріхейніог — король Ріваллон ап Ідваллон (620–650), його змінив Елісед ап Ісгорд (650–655)
  - Вессекс — король Кенвал (643–645, 648–674)
  - Гвінед — король Кадавайл ап Кінведу (634–655)
  - Дал Ріада — король Ферхар I (642—650), його змінили брат, король Дунхад мак Конайнг (650–654) та двоюрідний брат, король Коналл II Крандомна (650–660)
  - Дейра — король Освін (644–651)
  - Дівед — король Ноуі Старий (615–650), його змінив син король Гулідієн (650–670)
  - Думнонія — Петрок ап Клемен (633—658)
  - Ессекс — король Сігеберт I (623–653)
  - Кент — король Ерконберт (640–664)
  - Мерсія — король Пенда (626–655)
  - Південний Регед — король Тегід ап Гвайд (613–654)
  - Королівство піктів — король Талорк III (641–653)
  - Королівство Повіс — король Белі ап Еліуд (650—бл.665)
  - Стратклайд (Альт Клуіт) — король Гурет ап Белі (645–658)
  - Східна Англія — король Анна (636–654)
- Велика Булгарія — хан Кубрат (632–665)
- Вестготське королівство — король Хіндасвінт (642–653)
- Візантійська імперія — імператор Констант II (641–668)
  - Африканський екзархат — екзарх Геннадій II (647–665)
  - Равеннський екзархат — екзарх Олімпій (649–652)
- Ірландія — правлять два брати- верховний король Келлах мак Маел Кобо (642–658) та верховний король Коналл Каел мак Маел Кобо (642–654)
  - Айлех — король Крандмаель мак Суібне (636–660)
  - Коннахт — король Лайдгнен (649–655)
  - Ленстер — король Крундмаел (640–656)
  - Манстер — король Куан мак Амальгадо (640–656)
  - Улад — король Блатмак мак Маел Кобо (647–670)
- Королівство лангобардів — король Ротарій (636–652)
  - Герцогство Беневентське— герцог Радоальд (646–651)
  - Герцогство Сполетське — герцог Теоделап (602–650), його змінив герцог Атто (650–665)
  - Герцогство Фріульське — герцог Гразульф (617–651)
- Само — князь Само (623–658)
- Святий Престол — папа римський Мартин I (649–653)
- Сербія — жупан Свевлад (? — бл.660)
- Франкське королівство:
  - Австразія —
    - король Сігіберт III (639–656)
    - мажордом Грімоальд Старший (642/643-656)

  - Баварія — герцог Теодон I (640 — бл.680)
  - Бургундія
    - король — Хлодвіг II (639–657)
    - мажордом — Радоберт (642–662)

  - Герцогство Васконія — герцог Амандо (638–660)
  - Нейстрія —
    - король Хлодвіг II (639–657)
    - мажордом Ерхіноальд (641–658)

  - Тюрингія — герцог Хеден I (бл.642 — бл.687)
- Фризія — король Альдгісл I (? — 680)
- Хозарський каганат — каган Ірбіс (650–665)
- Швеція — конунг Інґ'яльд Підступний (640—650); Івар Широкі Обійми (650—700)

## Азія
- Абазгія — князь Дмитрій I (бл. 640 — бл. 660)
- Диньяваді (династія Сур'я) — раджа Сур'я Рену (648–670)
- Західно-тюркський каганат:
  - каган Ірбіс-Шегуй (642—650), його змінив каган Халлиг Ишбара-Джагбу хан (650–657)
  - каган Юкук Ірбіс-Дулу хан (639–653)
- Індія:
  - Бадамі— Західні Чалук'я — махараджахіраджа Адітья-варман (648–654)
  - Венгі— Східні Чалук'я — раджа Дхарашрая Джаясімха I Сарвасідхі (641–673)
  - Західні Ганги — магараджа Шрівікрама (629–654)
  - Камарупа — цар Бхаскарварман (600–650), його змінив цар Саластхамба (650–670)
  - Кашмір — махараджа Дурлабхавардхана (бл. 625 — бл. 661)
  - Маітрака — магараджа Дхарасена IV (бл. 644—бл. 651)
  - Династія Паллавів  — махараджахіраджа Нарасімха-варман I (630–668)
  - Держава Пандья — раджа Янтаварман (640–670)
  - Раджарата — раджа Датопа Тісса I (640–652)
  - Хагда — раджа Ятахагда (640–658)
- Картлі та Кахетія — князь Стефаноз I (637–650), його змінив князь Адарнасе II (650–684)
- Китай:
  - Наньчжао — ван Мен Сінуло (649–674)
  - Династія Тан — імператор Гао-цзун (Лі Чжи) (649–683)
  - Тогон — Муюн Нохебо (635–663)
- Корея:
  - Когурьо — тхеван (король) Поджан (642–668)
  - Пекче — король Ийджа (641–660)
  - Сілла — йован Чиндок (647—654)
- Паган — король Шве Онтхі (640–652)
- Персія:
  - Держава Сасанідів — шахіншах Єздігерд III (631–651)
- Правовірний халіфат — правовірний халіф Осман ібн Аффан (644–656)
- Тарума (острів Ява) — цар Лінггаварман (628–650), його змінив цар Тарусбава (650–670)
- Тао-Кларджеті — князь Гурам II (619–678)
- Тибет — цемпо Сронцангамбо (617–650), його змінив цемпо Манронманцан (650–676)
- Чампа — князь Бхадресвараварман (бл. 645— бл. 653)
- Ченла — раджа Бхававарман II (628–657)
- Японія — імператор Котоку (645–654)

## Африка
- Аксумське царство — Герма Сафар (641—653)
- Африканський екзархат Візантійської імперії —  Геннадій (647—665)
- Праведний халіфат — Осман ібн Аффан (644—656)

## Північна Америка
- Цивілізація Майя:
  - Мутульське царство —  Нуун-Ухоль-Чаак (648—679)
  - Дос-Пілас — цар Б'алах Чан К'авіль (636–686)
  - Канульське царство — священний владика Йукно'м Ч'еен II (636–686)
  - Царство К'анту — цар К'ан II (618–658)
  - Копан — цар К'ак'-Уті-Віц'-К'авіль (628–695)
  - Паленке — цар К'ініч Ханааб Пакаль I (615–683)
  - Тоніна — цар К'ініч Гікс Хапат (595–665)
  - Яшчилан — божественний цар Яшун-Балам III (628–681)